# 太田利三郎
太田 利三郎（おおた りさぶろう、1901年3月7日 - 1992年4月9日）は、日本の銀行家、経営者。孫はジャーナリストの太田泰彦。

## 経歴
広島県広島市出身。1925年に東京帝国大学経済学部経済学科を卒業し、同年に日本銀行に入行し、1947年に理事に就任した。1951年4月に日本開発銀行副総裁に就任し、1957年4月から1963年までに総裁を務めた。1964年3月から1967年3月までに日本鉄道建設公団総裁を務め、1967年8月から1977年2月までに日本自動車販売協会連合会会長を務めた。1971年5月から1988年6月までに近畿日本鉄道取締役も務めた。
1971年11月に勲一等瑞宝章を受章した。
1992年4月9日心不全のために死去。91歳没。